# هنريتا كريستيان رايت
هنريتا كريستيان رايت (بالإنجليزية: Henrietta Christian Wright)‏ هي كاتبة للأطفال وكاتِبة أمريكية، ولدت في 18 فبراير 1854 في Old Bridge Township, New Jersey ‏ في الولايات المتحدة، وتوفيت في 1899.